# Курсен, Сэмюэль Стрейт
Сэмюэль Стрейт Курсен (англ. Samuel Streit Coursen; 4 августа 1926 — 12 октября 1950) выпускник военной академии США 1949 года, ротный командир в армии США в ходе Корейской войны. Награждён посмертно медалью Почёта за свой подвиг 12 октября 1950 года.

## Биография
Родился 4 августа 1926 года в г. Мадисон, штат Нью-Джерси. Его отец Уильям Мелвиль Курсен был главой нью-йоркской бухгалтерской фирмы Haskins & Sell, его мать урожд. Кэтлин Хоуэлл. Курсен в 1945 году окончил академию Ньюарк (штат Нью-Джерси), где стал опытным спортсменом. В том же году он удостоился назначения в военную академию США, которую окончил в 1949 году.
После выпуска Курсен женился на Евангелине Джой Спрэг из Верджиния-Бич, штат Виргиния, дочери капитана ВМС США Альберта Спрэга, в то время главы склада боеприпасов флота в Лейк-Денмарк, штат Нью-Джерси.
После выпуска из Уэст-Пойнта Курсен получил назначение вторым лейтенантом в пехоту регулярной армии. В августе 1950 года он посещал базовый курс пехотных офицеров главной сухопутной школы в Форт-Райли, штат Канзас и базовые курсы парашютистов в Форт-Беннинге, штат Джорджия. В июле 1950 года он был направлен в распоряжение Дальневосточного командования. 6 октября 1950 года его произвели в первые лейтенанты армии и назначили командиром взвода роты С, пятого кавалерийского полка первой кавалерийской дивизии. Пятый кавалерийский полк в ходе второй мировой войны сражался на тихоокеанском театре а в послевоенные годы размещался в Японии. В июле 1950 года, через несколько недель после начала Корейской войны, полк был переброшен в Корею.
Летом 1950 года всё больше частей США и ООН вступали в войну, что замедляло северокорейской наступление в Южную Корею, союзники удерживали плацдарм вокруг Пусана в юго-восточной части страны. 15 сентября 1950 года силы ООН начали наступление с целью отбросить северокорейские войска на север. В ходе этого наступления Курсен принял своё первое боевое командование.
Первая кавалерийская дивизия, находившаяся у Кэсона, была готова пересечь 38-ю параллель и войти в Северную Корею. В центре находился восьмой кавалерийский полк, готовясь наступать по фронту от Кэсона на Кумчхон в 15 милях к северу вдоль главной шоссейной оси. Пятый кавалерийский полк, где служил Курсен находился справа, и был готов двинуться на восток, и затем повернуть на запад, совершая круговой обход с фланга, чтобы поймать в ловушку вражеские войска к югу от Кумчхона. В то же время седьмой кавалерийский полк на левом фланге дивизии перешёл реку Есон, наступая на север по дороге от Пэкчхона к маленькому городу Ханпо-Ри в шести милях к северу от Кумчхона, где главная дорога на Пхеньян пересекает реку Есон и занял блокирующую позицию. Область Кумчхона к северу от Кэсона обороняли 19-я и 27-я дивизии КНА. 43-я дивизия КНА находившаяся на западе защищала переправы через реку Есон и береговую зону за рекой.
9 октября 1950 года в 09:00 первая кавалерийская дивизия в составе восьмой американской армии перешла 38-ю параллель. Первоначально наступление развивалось медленно. Вдоль главной дороги восьмой полк периодически останавливался и ожидал сапёров, для разминирования дороги. На полпути к Кумчхону двенадцатый полк остановился у вражеского укреплённого пункта, обороняемого танками, самоходками и зенитками. Несмотря на авиаудар эскадрильей из 16 самолётов и обстрел из 155-мм гаубиц форпост устоял.
Пятый кавалерийский полк также испытал трудности с началом наступления и не смог пересечь 38-ю параллель до 10 октября 1950 года. На следующий день первый батальон встретил вражеские силы, удерживающие длинный хребет с несколькими высотами (174, 175 и 179), господствовавшими над перевалом в 15 милях на северо-восток от Кэсона. В полдень 12 октября после ожесточённого сражения пехотинцам удалось сбросить противника с хребта.
В ходе боя за высоту 174 Курсен, наблюдая за боем, заметил, что один из бойцов его взвода, ворвавшийся в хорошо замаскированное кажущееся незанятым укрепление был подстрелен. Курсен бросился на помощь и вступил с противником в рукопашный бой и погиб. Когда после боя нашли его тело, вокруг укрепления лежало семь убитых солдат противника. Лейтенант Курсен спас жизнь раненого солдата и уничтожил основную вражескую позицию, блокировавшую дорогу. За это подвиг он посмертно был награждён медалью Почёта.
В ходе дальнейших боёв первая кавалерийская дивизия 14 октября 1950 года захватила Кумчхон. Когда первый корпус двинулся на главные вражеские позиции между 38-й параллелью и Пхеньяном вражеский фронт развалился. 19 октября рота F пятого кавалерийского полка вошла в Пхеньян, первая дивизия КНА отступила на северо-восток. Одним из взводных командиров роты F был сосед Курсена по комнате по Уэст-Пойнту лейтенант Джон Форест. На следующее утро 15 октября 1950 года первая дивизия достигла центра города и без труд захватила хорошо укреплённое административное здание. К десяти утра был захвачен весь город.
Выпуск военной академии 1949 года сильно пострадал от Корейской войны. Большинство были произведены в лейтенанты и стали командирами взводов. Тридцать выпускников погибли в боях Корейской войны.
Курсен был погребён на кладбище военной академии США в Уэст-Пойнте.

## Награды и почести
15 июня 1951 года Пентагон объявил, что Курсен будет награждён медалью Почёта. 21 июня 1951 года на церемонии в Пентагоне председатель объединённого комитета начальников штабов генерал армии Омар Брэдли вручил медаль Почёта 14-летнему сыну Курсена Сэмюэлю-младшему из Морристауна.

Звание и часть: первый лейтенант армии США рота С пятый кавалерийский полк первая кавалерийская дивизия
Место и дата: близ Кэсона, Корея 12 октября 1950
Поступил на службу: Мадисон, Н[ью]-Дж[ерси]. Родился 4 августа 1926, Мадисон, Н[ью]-Дж[ерси].
G.O. No.: 57, 2 августа 1951.
Первый лейтенант Курсен отличился благодаря выдающейся храбрости и отваге при выполнении и перевыполнении долга службы в бою. Когда рота С под плотным вражеским огнём из лёгкого стрелкового оружия атаковала высоту 174 его взвод попал под вражеский обстрел с близкого расстояния. В ходе этой фазы боя один из его людей прорвался к хорошо замаскированному укреплению, которое казалось пустым и был ранен врагом, спрятавшимся в укреплении. Увидев солдата, оказавшегося в беде он бросился ему на помощь и не взирая на личную безопасность вступил с врагом в рукопашный бой пытаясь защитить раненого товарища и был убит. Когда его тело было обнаружено после битвы близ укрепления были найдены 7 тел врагов. В яростном бою первый лейтенант Курсен разбил головы нескольких врагов своей винтовкой. Его агрессивные и отважные действия спасли жизнь раненого товарища, уничтожили вражескую позицию, блокирующую дорогу и сильно вдохновили людей под его командованием. Необычайный героизм и отвага первого лейтенанта Курсена отражают его высочайшую славу и поддерживают почитаемые традиции военной службы.
Оригинальный текст (англ.)
Rank and organization: First Lieutenant, U.S. Army, Company C 5th Cavalry Regiment, 1st Cavalry Division
Place and date: Near Kaesong, Korea, October 12, 1950
Entered service at: Madison, N.J. Born: August 4, 1926 Madison, N.J.
G.O. No.: 57, August 2, 1951.

1st Lt. Coursen distinguished himself by conspicuous gallantry and intrepidity above and beyond the call of duty in action. While Company C was attacking Hill 174 under heavy enemy small-arms fire, his platoon received enemy fire from close range. The platoon returned the fire and continued to advance. During this phase 1 his men moved into a well-camouflaged emplacement, which was thought to be unoccupied, and was wounded by the enemy who were hidden within the emplacement. Seeing the soldier in difficulty he rushed to the man's aid and, without regard for his personal safety, engaged the enemy in hand-to-hand combat in an effort to protect his wounded comrade until he himself was killed. When his body was recovered after the battle 7 enemy dead were found in the emplacement. As the result of 1st Lt. Coursen's violent struggle several of the enemies' heads had been crushed with his rifle. His aggressive and intrepid actions saved the life of the wounded man, eliminated the main position of the enemy roadblock, and greatly inspired the men in his command. 1st Lt. Coursen's extraordinary heroism and intrepidity reflect the highest credit on himself and are in keeping with the honored traditions of the military service.— 

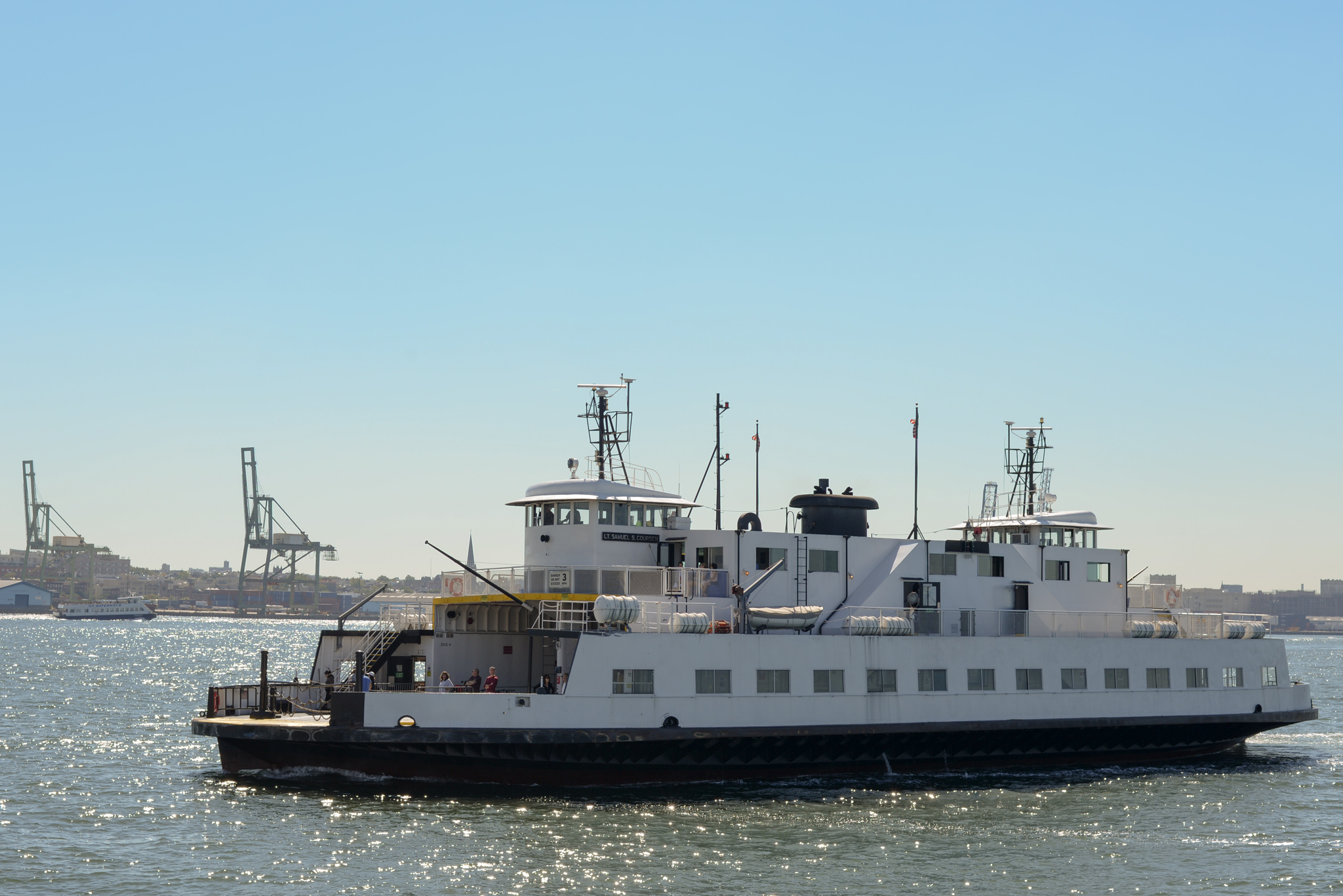
Паром Lt. Samuel S. Coursen близ острова Говернорс

- В начале 1956 года армия США назвала новый 172-футовый 860-тонный пассажирский и транспортный паром в честь Курсена ("Lt. Samuel S. Coursen ") действующий в заливе Нью-Йорк между Манхэттеном и армейским постом и штабом первой армии в Форт-Джее, остров Говернорс, штат Нью-Йорк. Когда армия в 1966 году покинула остров Говернорс паром продолжил службу, поскольку остров до 1997 года был передан в распоряжение штаба Береговой охраны. В настоящее время паром принадлежащий фонду острова продолжает службу. В своё время паром доставлял глав государств, посещающих остров Говернор и Нью-Йорк-сити — Елизавету II в ходе её первого визита в качестве королевы 21 октября 1957, короля Норвегии в начале 1990-х, советского генсека Горбачёва на встречу с президентом Рейганом и избранным президентом Бушем-старшим 7 декабря 1988 года.
- В сентябре 1951 руководство академии Ньюарка назвало площадку для атлетических занятий в честь Курсена (Coursen Memorial Field). Когда школа в 1964 году переехала в Ливингстон название для нового поля было сохранено.
- В музее военной академии США имя Курсена было отмечено на бронзовой памятной доске вместе с именами выпускников, удостоившихся медали Почёта.